# Chadsia versicolor
Chadsia versicolor är en ärtväxtart som beskrevs av Wenceslas Bojer. Chadsia versicolor ingår i släktet Chadsia och familjen ärtväxter. Inga underarter finns listade i Catalogue of Life.